# Eptatretus springeri
Espèce
Eptatretus springeri est une espèce d'agnathes de la classe des Myxini, de la famille des Myxinidae (les myxines).